# Morti nel 1514
| Questa pagina contiene informazioni ricavate automaticamente dalle voci biografiche con l'ausilio del template Bio e di un bot. L'aggiornamento è periodico e automatico e ricostruisce completamente la pagina. Se manca una persona in questa lista, sei pregato di non aggiungerla, ma accertati piuttosto che la sua voce biografica contenga il template Bio e che i dati anagrafici siano correttamente compilati. Se il template Bio manca, inseriscilo tu stesso o, in alternativa, metti l'avviso {{tmp\|Bio}} che ne segnala la mancanza. Se i dati riportati sono sbagliati, correggi direttamente la voce biografica; le modifiche saranno visibili in questa lista entro pochi giorni. Per chiarimenti vedi il progetto biografie. La lista contiene solo le 41 persone che sono citate nell'enciclopedia e per le quali è stato implementato correttamente il template Bio. Pagina aggiornata al 18 apr 2025. |

- 4 gennaio - Cesare Sforza, religioso italiano (n. 1491)
- 9 gennaio - Anna di Bretagna, sovrana (n. 1477)
- 4 marzo - Diofebo I Lupi, nobile italiano
- 11 marzo - Charlotte d'Albret, nobildonna francese (n. 1480)
- 11 aprile - Bramante, architetto e pittore italiano (n. 1444)
- 17 aprile - Giorgio Antonio Vespucci, umanista italiano (n. 1434)
- 3 maggio - Anna del Brandeburgo, principessa (n. 1487)
- 5 giugno - Giorgio Neideck, vescovo cattolico austriaco
- 23 giugno - Enrico IV di Brunswick-Lüneburg, nobile tedesco (n. 1463)
- 14 luglio - Christopher Bainbridge, cardinale inglese
- 20 luglio - György Dózsa, condottiero ungherese
- 2 agosto - Giovanni Castriota Granai, condottiero e vescovo cattolico albanese
- 15 agosto - Carlo Domenico del Carretto, cardinale e arcivescovo cattolico italiano (n. 1454)
- 9 settembre - Pierre de Sacierges, vescovo cattolico francese
- 7 ottobre - Bernardo Rucellai, scrittore e umanista italiano (n. 1448)
- 31 ottobre - Alessandro del Palatinato-Zweibrücken, nobile tedesco (n. 1462)
- 28 novembre - Hartmann Schedel, medico, storico e umanista tedesco (n. 1440)
- 11 dicembre - Bartolomeo Colombo, navigatore italiano (n. 1460)
- 14 dicembre - Guillaume Briçonnet, funzionario, cardinale e arcivescovo cattolico francese (n. 1445)
- 19 dicembre - Fioramonte Brognolo, religioso e diplomatico italiano
- 29 dicembre - Giovan Carlo Tramontano, conte italiano (n. 1451)
- Aynişah Sultan, principessa ottomana (n. 1463)
- Ludovico Carminati di Brembilla, nobile italiano
- Chariteo, poeta, oratore e letterato spagnolo
- Ludovico Clodio, vescovo cattolico e diplomatico italiano
- Pierre Crockaert, filosofo fiammingo
- Gevherhan Hatun, principessa ottomana (n. 1446)
- Georg Glockendon, scultore e pittore tedesco
- Camilla Marzano d'Aragona, nobile e letterata italiana
- Bartolomeo Melioli, incisore e orafo italiano (n. 1448)
- Paola Montaldi, religiosa italiana (n. 1443)
- Oddone d'Incisa, nobile (n. 1450)
- Giovanni Battista Petrucci, arcivescovo cattolico italiano
- Bartolomeo Senarega, diplomatico e storico italiano (n. 1444)
- Niccolò di Forzore Spinelli, medaglista italiano (n. 1430)
- Pietro Vaglienti, mercante e scrittore italiano (n. 1438)
- Antoine Vérard, editore francese (n. 1450)
- Badi 'al-Zaman Mirza, sovrano persiano
- Serafino da Squillace, arcivescovo cattolico italiano
- Ermes Flavio de Bonis, scultore, architetto e medaglista italiano
- Andrea di Niccolò, pittore italiano (n. 1440)